# Силвестер (Џорџија)
Силвестер (Џорџија) (енгл. Sylvester) град је у америчкој савезној држави Џорџија. По попису становништва из 2010. у њему је живело 6.188 становника.

## Демографија
Према попису становништва из 2010. у граду је живело 6.188 становника, што је 198 (3,3%) становника више него 2000. године.
| Група             | 2000.         | 2010.         |
| Белци             | 2.328 (38,9%) | 2.349 (38,0%) |
| Афроамериканци    | 3.592 (60,0%) | 3.691 (59,6%) |
| Азијати           | 7 (0,1%)      | 36 (0,6%)     |
| Хиспаноамериканци | 54 (0,9%)     | 65 (1,1%)     |
| Укупно            | 5.990         | 6.188         |